# Requiem (Jenkins)
Requiem ("Misa de réquiem") es una obra compuesta por el compositor e intérprete galés Karl Jenkins. Fue puesta a la venta en disco en el 2005.
La obra se caracteriza por el uso de poemas Haiku entrelazados con el texto tradicional del réquiem.
En este mismo álbum se incluye la obra "In These Stones Horizons Sing".

## Pistas
Requiem
1. "Introit" – 6:49
2. "Dies Irae" – 4:41
3. "The Snow of Yesterday" – 3:15
4. "Rex Tremendae" – 3:10
5. "Confutatis" – 2:56
6. "From Deep in My Heart" – 2:38
7. "Lacrimosa" – 4:51
8. "Now as a Spirit" – 4:01
9. "Pie Jesu" – 4:36
10. "Having Seen the Moon" – 4:19
11. "Lux Aeterna" – 3:27
12. "Farewell" – 4:05
13. "In Paradisum" – 5:37
"In These Stones Horizons Sing"
14. "Agorawd Part I: Cân yr Alltud" – 2:34
15. "Agorawd Part II: Nawr!" – 2:41
16. "Grey" – 4:50
17. "Eleni Ganed" – 2:01
18. "In These Stones Horizons Sing" – 4:32

## Personal e instrumentario
- Orquesta Filarmónica de Kazajistán Occidental
- Orquesta Adiemus Archivado el 25 de julio de 2010 en Wayback Machine. – Viento
- Karl Jenkins – Director
- Coro Cardiff (Côr Caerdydd) y Coro Serendipia (Serendipity Choir)
- Nicole Tibbels – Soprano
- Bryn Terfel – Bajo-barítono
- Gavin Horsley – Bajo
- Sam Landman Archivado el 16 de noviembre de 2011 en Wayback Machine. – Voz blanca de soprano
- Clive Bell – Shakuhachi
- Marat Bisengaliev – Violín solista
- Catrin Finch – Arpa
- Tim Thorne – Trompa (instrumento)
- Nigel Hitchcock – Saxo soprano
- Gary Kettel – Percusión